# 三(三甲基硅基)胺
三(三甲基硅基)胺是氨的所有氢原子都被三甲基硅基 (-Si(CH3)3)取代而成的化合物。三(三甲基硅基)胺在多年来一直都是研究热点，因为它可作为化学固氮（在标准情况下把氮气 N2转化成有机化合物）的稳定中间体。

## 制备
早期尝试制备三(三甲基硅基)胺的方法是三甲基氯硅烷和氨的反应，但即便再500 °C的高温下，反应也未能成功。这个反应在双(三甲基硅基)胺时就停止了。
三(三甲基硅基)胺是从二(三甲基硅基)胺的钠盐制备的，后者则是二(三甲基硅基)胺和氨基钠或是二(三甲基硅基)胺、钠和苯乙烯反应而成的。这种钠盐和三甲基氯硅烷反应可得到三(三甲基硅基)胺，产率 80%。
{\displaystyle {\begin{matrix}{}\\{\ce {[(CH3)3Si]2NH ->[+{\ce {NaNH2}}][-{\ce {NH3}}] NaN[Si(CH3)3]2 ->[+{\ce {ClSi(CH3)3}}][-{\ce {NaCl}}] N[Si(CH3)3]3}}\\{}\end{matrix}}}
二(三甲基硅基)胺的锂盐（可由二(三甲基硅基)胺和丁基锂或苯基锂反应而成）和三甲基氯硅烷的反应，产生三(三甲基硅基)胺的产率为 50-60%。
氮化锂和三甲基氯硅烷在 THF 的一锅法反应的产率为 72%。
{\displaystyle {\ce {Li3N + 3Me3SiCl -> N(Me3Si)3 + 3LiCl}}}

## 性质
三(三甲基硅基)胺是一种无色晶体或蜡状固体，对水和键稳定。醇和酸会断裂Si-N键，放出氨。

## 应用

### 作为合成结构单元
三(三甲基硅基)胺和三氯化锑反应，几乎可以在-60 °C下形成氮化锑类立方烷簇合物。
在P4-t-Bu和三(三甲基硅基)胺存在下，酮可以在温和条件下三氟甲基化。使用惰性的三氟甲烷（HCF3，HFC-23）三氟甲基化，产率高达84%。
单体三氯(三甲基硅基)磷氮烯 Cl3P=NSiMe3 可以由三(三甲基硅基)胺和五氯化磷在 0 °C的己烷反应而成，
这种单体可以聚合成聚(二氯磷氮烯)，它具有确定的分子量和分散性。
三氟化氮 NF3（用于硅晶片的等离子蚀刻）可以由三(三甲基硅基)胺和氟气在–40 °C 的乙腈反应而成。反应抑制了氮气和四氟肼的产生，它们是从氨或氟化铵合成三氟化氮的过程中，作为不良的副产物产生的。

### 化学固氮
哈伯-博施法使固氮成为可能。在高温（>400°C）、高压（>150 bar）和铁催化剂存在下，氮气可以被还原质子化成氨。在化学固氮（即在正常条件下将大气中的氮气转化为化学合成的反应性原料，通常还有氨）中，三(三甲基硅基)胺在所谓的还原性甲硅烷基化中起着重要作用，因为它的水解会产生氨。
{\displaystyle {\ce {{N2}+{6e^{-}}->[{\ce {Catalyst:}}\ {\ce {Mo}},\ {\ce {Fe}},\ {\ce {Co}}]}}{\begin{cases}{\ce {->[{\ce {H+}}]}}&{\ce {2NH3}}\\{}\\{\ce {->[{\ce {R3Si-X}}][-\,{\ce {X-}}]}}&{\ce {2N(SiR3)3}}\end{cases}}}
早在1895年，人们就发现锂在室温下就会和氮气反应，形成氮化锂。1972年，K. Shiina 观察到了锂（作为电子给体）在三甲基氯硅烷和三氯化铬催化下和氮气反应，形成三(三甲基硅基)胺。
{\displaystyle {\ce {N2 + 6Me3SiCl + 6}}\,{\color {NavyBlue}{\ce {Li}}}\ {\ce {->[{\ce {CrCl3}}] 2N(SiMe3)3 + 6}}\,{\color {NavyBlue}{\ce {Li}}}{\ce {Cl}}}
最近发现N2的还原性甲硅烷基化反应中，可以用钠代替锂，然后用钼和铁化合物（像是五羰基铁或二茂铁类）作催化剂。催化剂中的每个铁原子可以催化高达34个 N(Me3Si)3分子。
{\displaystyle {\ce {N2 + 6Me3SiCl + 6}}\,{\color {Red}{\ce {Na}}}\ {\ce {->[{\ce {Fe-catalyst}}] 2N(SiMe3)3 + 6}}\,{\color {Red}{\ce {Na}}}{\ce {Cl}}}
使用钼-二茂铁配合物作为催化剂，翻转数可高达 226。
{\displaystyle {\color {Red}{\ce {N2}}}+{\color {NavyBlue}{\ce {Me3Si}}}{\ce {{Cl}+Na->[{\ce {Mo/Fe-catalyst}}.][{\ce {RT}} \atop (1\ {\ce {atm}})]}}\ {\color {Red}{\ce {N}}}{\color {NavyBlue}{\ce {(Me3Si)3}}}}
尽管进行了深入的研究，迄今为止开发的化学固氮催化剂的催化生产率仍比现代的茂金属型聚合催化剂或酶小。 